# Valdelaloba
Valdelaloba es una localidad española, pedanía del municipio de Toreno, perteneciente a la provincia de León, en la comunidad autónoma de Castilla y León. Está ubicada en la comarca de El Bierzo.

## Geografía
Constituye una entidad local menor gobernada por una Junta Vecinal integrada por tres miembros. Dista 6 km de la capital municipal y cuenta con 36 habitantes (INE 2024). El arroyo Tebra atraviesa su término jurisdiccional. El acceso a la localidad se realiza por la carretera provincial  (LE-4236) que conecta la CL-631 con Pradilla.

## Historia
A mediados del siglo XIX, el lugar, ya por entonces perteneciente a Toreno, tenía contabilizada una población de 162 habitantes. Aparece descrito en el decimoquinto volumen del Diccionario geográfico-estadístico-histórico de España y sus posesiones de Ultramar de Pascual Madoz de la siguiente manera:

VALDELALOBA: l. en la prov. de Leon, part. jud. de Ponferrada, dióc. de Astorga, aud. terr. y c. g. de Valladolid, ayunt. de Toreno. sit. en un valle; su clima es frio, pero sano. Tiene 42 casas; escuela de primeras letras; igl. anejo de Pradilla, dedicada á San Mamez; y buenas aguas potables Confina con la matriz, Sta. Marina del Sil y Fresnedo. El terreno es de mediana calidad y participa de monte y llano, fertilizándole algun tanto las aguas del Sil. Los caminos son locales. prod.: granos, legumbres, lino, patatas, vino, y buenos pastos; cria ganado vacuno y lanar con especialidad. ind.: telares de lienzos caseros. pobl.: 42 vec., 162 alm. contr.: con el ayunt.
(Madoz, 1849, p. 276)